# Gaitana
Gaitana Essami, en ukrainien : Гайтана-Лурдес Ессам, née le 29 septembre 1979 à Kiev, est une chanteuse ukrainienne d'origine congolaise.

## Biographie
Gaitana Essami naît à Kiev, d'un père congolais et d'une mère ukrainienne,,. Elle passe les cinq premières années au Congo-Brazzaville où son père, Klaver Essami, est né, avant de revenir définitivement en Ukraine. De retour dans la capitale ukrainienne en 1985, elle s'engage dans un parcours musical et sportif, suit des cours de saxophone et devient championne de tennis de table.
En 1991, Gaitana Essami remporte un concours pour enfants. Elle deviendra ensuite choriste pour plusieurs grands artistes ukrainiens, dont Ani Lorak.
En 2003, elle sort son premier album en russe, grâce auquel elle obtient une grande popularité en Russie. Puis deux ans plus tard un autre album voit le jour, principalement en ukrainien. Au total, elle sort six albums, accompagnés de vidéoclips, tournées et émissions de télévision.
Elle remporte en 2008 le trophée de la meilleure chanteuse en Ukraine.
Elle participe aux présélections pour représenter l'Ukraine au Concours Eurovision de la chanson 2012. Le 18 février 2012, elle est officiellement choisie pour le concours, qui se déroule à Bakou, en Azerbaïdjan. 
Appréciée par les juges, elle est toutefois victime de nombreux messages de haine émanant de l'extrême droite ukrainienne, notamment des sympathisants du parti Svoboda. Le porte-parole du parti, Iouriy Syrotiouk (ru), déclare le 21 février 2012 : « L’Ukraine sera représentée par une personne qui n’est pas de notre race […] Elle n’est pas une représentante organique de notre culture. Les téléspectateurs vont finir par croire que notre pays se trouve sur un autre continent, quelque part en Afrique. ». Il est défendu par le leader de son parti, Oleh Tyahnybok. Peu de voix influentes en Ukraine, à l'exception de Vitali Klitschko, défendent la chanteuse. La chanteuse se dit « abasourdie » par ces propos mais n'entame aucune action en justice. Pour Walid Harfouch, fondateur de SOS Racisme en Ukraine et frère d'Omar Harfouch, « une partie de l’Ukraine est raciste par ignorance ou peur de l’autre ».
Lors du concours, elle interprète la chanson Be My Guest (Soyez mes invités),. Elle se classe 15e et obtient 65 points. 
En 2015, elle change son nom de famille en Essami et adopte une nouvelle apparence physique en se rasant les cheveux, qu'elle teint en blond. Elle sort également un nouvel album, intitulé I am Essami.

## Discographie

### Albums
- 2003 : О тебе (About You)
- 2005 : Слідом за тобою (Following You)
- 2007 : Капли дождя (Raindrops)
- 2008 : Kукaбaррa (Kukabarra, Songs for children)
- 2008 : Тайные желания (Secret Desires)
- 2010 : Только сегодня (Only Today)

### Singles
- 2006 : Двa вiкнa (Two windows)
- 2007 : Шaленій (Go Crazy)
- 2009 : Нeщoдaвнo (Lately) - Гайтана та Стас Конкін